# 최재훈 (영화 감독)
최재훈(1974년 1월 16일~)은 대한민국의 영화 감독이자, 시나리오 작가이다.

## 필모그래피
- 《고치방》(2010)
- 《검객》(2020)
- 《최면》(2021)
- 《더 킬러: 죽어도 되는 아이》(2022)